# Puchar Danii w piłce siatkowej mężczyzn (2022/2023)
Puchar Danii w piłce siatkowej mężczyzn 2022/2023 – 47. sezon rozgrywek o siatkarski Puchar Danii zorganizowany przez Volleyball Danmark. Zainaugurowany został 19 września 2022 roku.
Rozgrywki składały się z dwóch rund wstępnych, 1/8 finału, ćwierćfinałów oraz turnieju finałowego. Brały w nich udział kluby z VolleyLigaen, 1. division oraz 2. division. We wszystkich rundach rywalizacja toczyła się w systemie pucharowym, a o awansie decydował jeden mecz.
Turniej finałowy odbył się w dniach 3-4 lutego 2022 roku w Ceres Park & Arena w Aarhus. Po raz dziesiąty Puchar Danii zdobył klub Marienlyst-Fortuna, który w finale pokonał VK Vestsjælland. Trzecie miejsce zajął Nordenskov UIF.
MVP (Pokalfighter) finału został Sigurd Varming. Zdobył on w finałowym meczu 17 punktów.

## System rozgrywek
Puchar Danii w sezonie 2022/2023 składał się z dwóch rund wstępnych, 1/8 finału, ćwierćfinałów, półfinałów oraz turnieju finałowego, w ramach którego rozegrano półfinały, mecz o 3. miejsce i finał. We wszystkich rundach rywalizacja toczyła się systemem pucharowym, a o awansie decydował jeden mecz.
Przed każdą rundą odbywało się losowanie wyłaniające pary meczowe. W rundach wstępnych przy losowaniu brano pod uwagę czynnik geograficzny, tak aby w miarę możliwości pary meczowe utworzyły drużyny z tego samego regionu. Na podstawie wyników rozgrywek ligowych i pucharowych w sezonie 2021/2022 osiem drużyn zostało rozstawionych. Drużyny rozstawione udział w rozgrywkach rozpoczynały od 1/8 finału. Zgodnie z regulaminem drużyny rozstawione mogły się spotkać najwcześniej w ćwierćfinałach, natomiast te rozstawione z numerami 1-4 – w półfinałach.
| Nr      | Drużyna            |
| ------- | ------------------ |
| 1       | Middelfart VK      |
| 2       | Gentofte Volley    |
| 3       | ASV Elite          |
| 4       | VK Vestsjælland    |
| 5       | Marienlyst-Fortuna |
| 6       | Nordenskov UIF     |
| 7       | Ikast KFUM         |
| 8       | DHV Odense         |
| Źródło: |                    |

## Drużyny uczestniczące
| VolleyLigaen (10 drużyn) | VolleyLigaen (10 drużyn) |
| ------------------------ | ------------------------ |
| Amager VK                | 1/8 finału               |
| ASV Elite                | 1/8 finału               |
| DHV Odense               | ćwierćfinał              |
| Gentofte Volley          | 4. miejsce               |
| Hvidovre VK              | 2. runda                 |
| Ikast KFUM               | ćwierćfinał              |
| Marienlyst-Fortuna       | zwycięstwo               |
| Middelfart VK            | ćwierćfinał              |
| Nordenskov UIF           | 3. miejsce               |
| VK Vestsjælland          | 2. miejsce               |

| 1. division (13 drużyn) | 1. division (13 drużyn) |
| ----------------------- | ----------------------- |
| Aalborg Volley          | 1/8 finału              |
| Amager VK 2             | ćwierćfinał             |
| ASV Aarhus 2            | 1. runda                |
| ASV Aarhus 3            | 2. runda                |
| Bedsted KFUM            | 2. runda                |
| Farum-Holte             | 2. runda                |
| Frederiksberg Volley    | 1/8 finału              |
| Gentofte Volley 2       | 1/8 finału              |
| Grøndal EV              | 2. runda                |
| IF Lyseng               | 1. runda                |
| Randers VK              | 1/8 finału              |
| VK Holbæk               | 1. runda                |
| VLI                     | 1. runda                |

| 2. division (6 drużyn)   | 2. division (6 drużyn) |
| ------------------------ | ---------------------- |
| Kolding VK               | 1/8 finału             |
| Lyngby-Gladsaxe Volley   | 2. runda               |
| RS Rødovre               | 1/8 finału             |
| VK Vendsyssel            | 2. runda               |
| VK Vestsjælland 2        | 2. runda               |
| VK Vestsjælland Wildcard | 1. runda               |

## Rozgrywki

### 1. runda
| 19.09.2022 21:00 (UTC+2) | Randers VK | 3:1 (25:19, 24:26, 25:23, 25:19) | IF Lyseng | Arena Randers – Hal 3, Randers Widzów: 55 Sędziowie: Jørgen Gramstrup i Flemming Munk |

| 20.09.2022 20:00 (UTC+2) | Amager VK 2 | 3:0 (25:13, 25:17, 25:17) | VK Holbæk | Sundby Idrætspark – Hal 2, Kopenhaga Widzów: 20 Sędziowie: Ayhan Günes i Tim Poulsen |

| 21.09.2022 20:30 (UTC+2) | VLI | 0:3 (20:25, 18:25, 26:28) | Gentofte Volley 2 | Kedelhallen, Frederiksberg Sędziowie: Arne Jensen i Wael Al Aani |

| 22.09.2022 19:15 (UTC+2) | VK Vestsjælland Wildcard | 0:3 (11:25, 16:25, 20:25) | Amager VK | Korsør Hallen, Korsør Widzów: 104 Sędziowie: Jan Labusz i Yasir Saleh |

| 24.09.2022 11:00 (UTC+2) | ASV Aarhus 2 | 0:3 (18:25, 18:25, 17:25) | Aalborg Volley | Ceres Park & Arena – Hal 2, Aarhus Widzów: 42 Sędziowie: Per Vind Petersen i Henrik Bjorholm |

### 2. runda
| 11.10.2022 18:30 (UTC+2) | Lyngby-Gladsaxe Volley | 0:3 (17:25, 10:25, 20:25) | Gentofte Volley 2 | Engelsborghallen, Kongens Lyngby Sędziowie: Tim Poulsen i Ayhan Günes |

| 11.10.2022 19:00 (UTC+2) | Farum-Holte | 0:3 (22:25, 15:25, 21:25) | Amager VK | Holtehallerne – Hal 2, Holte Widzów: 30 Sędziowie: Olaf Jørs i Jan Labusz |

| 13.10.2022 20:00 (UTC+2) | Amager VK 2 | 3:2 (14:25, 15:25, 25:23, 25:21, 15:9) | Hvidovre VK | Sundby Idrætspark – Hal 2, Kopenhaga Widzów: 50 Sędziowie: Michael Staal i Michael Andersen |

| 17.10.2022 20:00 (UTC+2) | VK Vendsyssel | 0:3 (14:25, 14:25, 10:25) | Randers VK | Toftegårdsskolens Hal, Jerslev Widzów: 22 Sędziowie: Henrik Bjorholm i Jan Søgaard |

| 22.10.2022 11:00 (UTC+2) | Kolding VK | 3:0 (25:18, 25:23, 25:16) | Bedsted KFUM | Kolding Pædagogseminarium, Kolding Widzów: 25 Sędziowie: Per Vind Petersen i Jørgen Gramstrup |

| 22.10.2022 13:00 (UTC+2) | ASV Aarhus 3 | 0:3 (16:25, 13:25, 18:25) | Aalborg Volley | Ceres Park & Arena – Hal 2, Aarhus Widzów: 12 Sędziowie: Lars B. Nielsen i Ove Egdal |

| 23.10.2022 13:00 (UTC+2) | Grøndal EV | 0:3 (14:25, 13:25, 26:28) | Frederiksberg Volley | Hillerødgade Bad og Hal, Kopenhaga Sędziowie: Tim Poulsen i Michael Staal |

| 23.10.2022 17:00 (UTC+2) | VK Vestsjælland 2 | 2:3 (27:25, 18:25, 28:30, 25:21, 14:16) | RS Rødovre | Korsør Hallen, Korsør Widzów: 55 Sędziowie: Jan Labusz i Jim Holm Hansen |

### 1/8 finału
| 15.11.2022 20:00 (UTC+1) | RS Rødovre | 0:3 (12:25, 22:25, 8:25) | DHV Odense | Rødovrehallen, Rødovre Widzów: 70 Sędziowie: Michael Andersen i Ayhan Günes |

| 16.11.2022 20:30 (UTC+1) | Randers VK | 0:3 (14:25, 20:25, 14:25) | Middelfart VK | Randers Real Idrætshal, Randers Sędziowie: Flemming Munk i Jørgen Gramstrup |

| 17.11.2022 19:30 (UTC+1) | Amager VK | 2:3 (15:25, 21:25, 25:20, 25:17, 11:15) | Gentofte Volley | Sundby Idrætspark – Hal 2, Kopenhaga Widzów: 110 Sędziowie: Jan Herneth i Michael Staal |

| 17.11.2022 20:00 (UTC+1) | Gentofte Volley 2 | 0:3 (17:25, 21:25, 22:25) | VK Vestsjælland | Kildeskovshallen – Hal 1, Gentofte Sędziowie: Michael Andersen i Jan Labusz |

| 17.11.2022 20:00 (UTC+1) | Frederiksberg Volley | 0:3 (19:25, 20:25, 19:25) | Marienlyst-Fortuna | Kedelhallen, Frederiksberg Widzów: 30 Sędziowie: Tim Poulsen i Flemming Munk |

| 17.11.2022 20:30 (UTC+1) | Aalborg Volley | 0:3 (19:25, 21:25, 16:25) | Ikast KFUM | Aalborg Stadionhal 1, Aalborg Widzów: 130 Sędziowie: Jørgen Gramstrup i Henrik Bjorholm |

| 18.11.2022 20:00 (UTC+1) | Kolding VK | 0:3 (10:25, 18:25, 15:25) | Nordenskov UIF | Kolding Pædagogseminarium, Kolding Widzów: 75 Sędziowie: Nicklas Kjær Thomsen i Rasmus Birkholm Jess |

| 19.11.2022 14:00 (UTC+1) | Amager VK 2 | 3:1 (25:23, 28:26, 24:26, 25:16) | ASV Elite | Sundby Idrætspark – Hal 2, Kopenhaga Widzów: 25 Sędziowie: Sten Storgaard i Olaf Jørs |

### Ćwierćfinały
| 13.12.2022 20:00 (UTC+1) | Gentofte Volley | 3:0 (25:18, 25:7, 25:17) | DHV Odense | Kildeskovshallen – Hal 1, Gentofte Widzów: 50 Sędziowie: Sten Storgaard i Jan Herneth |

| 14.12.2022 19:00 (UTC+1) | Ikast KFUM | 1:3 (23:25, 16:25, 25:16, 20:25) | Nordenskov UIF | Hyldgårdsskolens – Hal B, Ikast Widzów: 112 Sędziowie: Morten Engborg Klein i Carsten Høll Kristensen |

| 16.12.2022 19:30 (UTC+1) | Amager VK 2 | 1:3 (25:23, 15:25, 19:25, 20:25) | VK Vestsjælland | Sundby Idrætspark – Hal 2, Kopenhaga Widzów: 64 Sędziowie: Tim Poulsen i Michael Andersen |

| 17.12.2022 15:30 (UTC+1) | Marienlyst-Fortuna | 3:0 (25:21, 25:23, 25:21) | Middelfart VK | Klostermarkshallen, Odense Widzów: 64 Sędziowie: Nicklas Kjær Thomsen i Rasmus Birkholm Jess |

### Turniej finałowy

#### Półfinały
| 03.02.2023 13:00 (UTC+1) | Marienlyst-Fortuna | 3:2 (25:20, 18:25, 22:25, 25:23, 26:24) | Nordenskov UIF | Ceres Park & Arena – Hal 1, Aarhus Widzów: 150 Sędziowie: Flemming Munk i Sten Storgaard |

| 03.02.2023 15:00 (UTC+1) | VK Vestsjælland | 3:2 (25:21, 25:18, 17:25, 18:25, 15:13) | Gentofte Volley | Ceres Park & Arena – Hal 1, Aarhus Widzów: 275 Sędziowie: Sten Storgaard i Flemming Munk |

#### Mecz o 3. miejsce
| 04.02.2023 9:00 (UTC+1) | Gentofte Volley | 1:3 (18:25, 17:25, 25:23, 14:25) | Nordenskov UIF | Ceres Park & Arena – Hal 1, Aarhus Widzów: 175 Sędziowie: Nicklas Kjær Thomsen i Tim Poulsen |

#### Finał
| 04.02.2023 12:30 (UTC+1) | VK Vestsjælland | 0:3 (22:25, 22:25, 16:25) | Marienlyst-Fortuna | Ceres Park & Arena – Hal 1, Aarhus Widzów: 500 Sędziowie: Morten Engborg Klein i Carsten Høll Kristensen |